# Paolo Alessandro Maffei
Paolo Alessandro Maffei (* 11. Januar 1653 in Volterra, Toskana; † 26. Juli 1716 in Rom) war ein italienischer Schriftsteller und Altertumsforscher („Antiquar“).

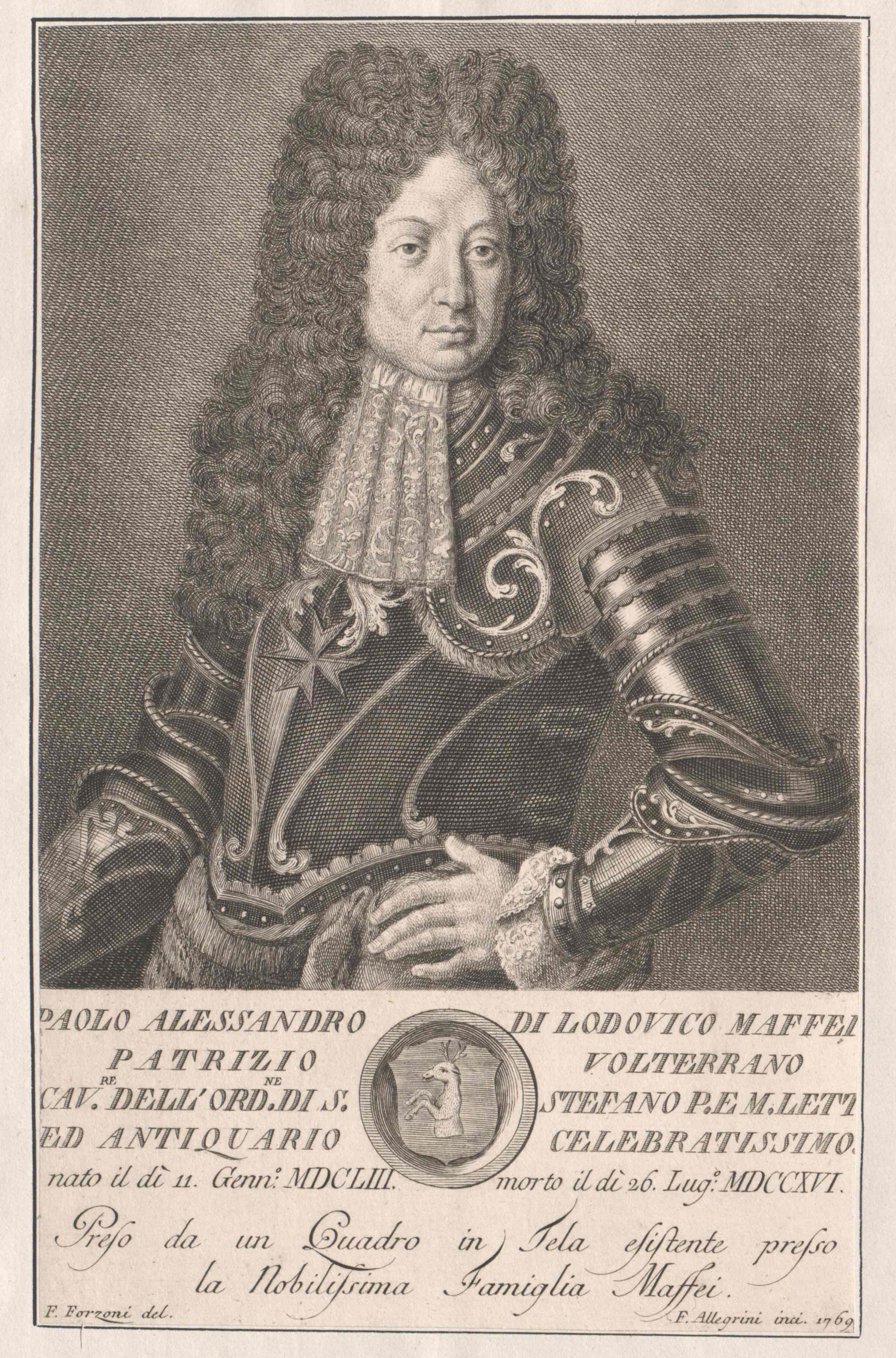
Paolo Alessandro Maffei

## Leben
Er war der Sohn von Paolo und Giovanna di Raffaele Maffei, einer adligen Familie aus Volterra. Einer seiner Vorfahren war der Humanist Raffaello Maffei, genannt il Volterrano, der 1506 einen Architekturtraktat (Commentariorum urbanorum Raphaelis Volterranni, octo et triginta libri. Rom 1506) herausbrachte, in welchem er zeigte, dass das Studium Vitruvs und der antiken Architektur den Palaststil der Renaissance beeinflussten, die antiken Architekten nennt und einige ihrer Bauten aufzählt.
Über seine Ausbildung ist nichts bekannt. Seine Familie schickte ihn nach Rom. Dort wurde er Ehrenmitglied der Päpstlichen Garde; zuvor war er bereits zum Ritter des St.-Stephans-Ordens geschlagen worden, des höchsten toskanischen Ordens. Er beschäftigte sich mit antiquarischen Studien und korrespondierte mit vielen Gelehrten in ganz Europa, darunter auch mit dem Mathematiker und Philosophen Gottfried Wilhelm Leibniz. Im Alter von 51 Jahren publizierte er sein erstes Werk, den Kommentar zu dem Katalog antiker und moderner Statuen Raccolta di statue antiche e moderne. Bereits 1700 hatte der Kupferstecher Domenico de Rossi (1659–1730) unter dem Namen „Paolo Antoniano“ Notizen und Anmerkungen zu Lodovico Sergardis Satiren von ihm publiziert. Maffei benutzte das Pseudonym, um an seinen berühmten Vorfahr, den Humanisten Raffaello Maffei (1455–1522) zu erinnern, der sich ebenfalls „Paolo Antoniano“ nannte. Maffei starb am 26. Juli 1716 in Rom.
Seine Bedeutung für die antiquarisch-archäologische Forschung liegt darin, dass sein Werk zur statuarischen Plastik Raccolta di statue antiche e moderne für lange Zeit die einzige Monographie zu diesem Thema war. Maffeis Gemmenwerk genoss damals unter Gelehrten und interessierten Laien gleichfalls hohe Anerkennung, wie die mehrfachen Zitate im Werk des berühmtesten Gemmensammlers und -forschers, Baron Philipp von Stosch (1691–1757) Gemme antiquae caelatae, scalptorum nominibus insignitae etc. (Amsterdam 1724) belegen. Die Bekanntheit des Statuenwerkes erreichte es indes nicht, denn die Gemmenforschung hatte noch nicht die Anerkennung erlangt, die sie im weiteren Verlauf des 18. und 19. Jahrhunderts erreichte.

## Werke
- Satyrae Numero auctae, mendis, purgatae et singulae locupletiores, Rom 1700.
- Raccolta di statue antiche e moderne data in luce ... da Domenico de Rossi, illustrata colle sposizioni a ciascheduna immagine di Paolo Alessandro Maffei, Rom 1704.
- Gemme antiche figurate date in luce da Domenico de Rossi colle sposizioni di Paolo Alessandro Maffei ..., 4 Bde., Rom 1707–1709.